# Königreich Gwent

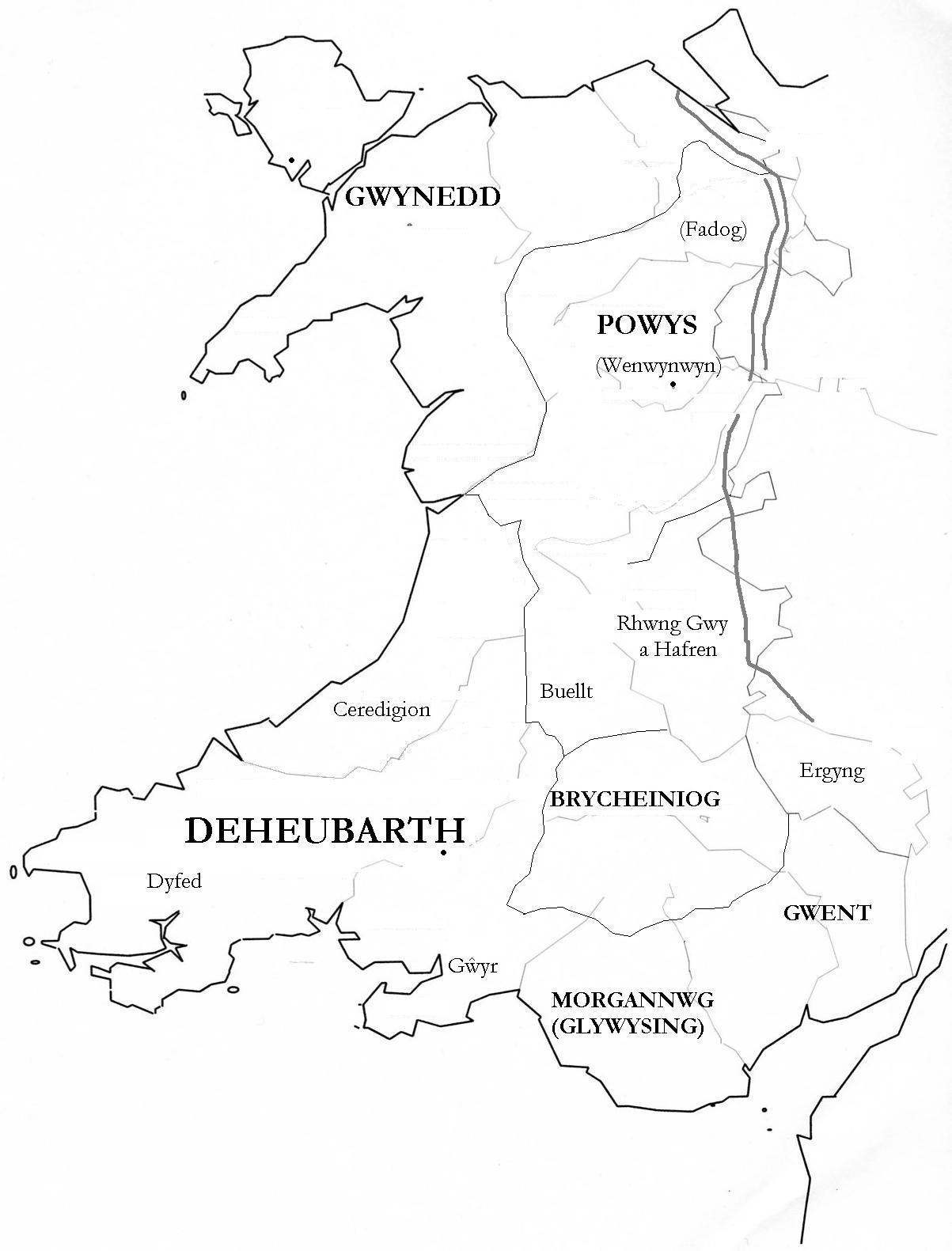
Mittelalterliche Königreiche in Wales

Gwent (altwalisisch: Guent) war ein frühmittelalterliches walisisches Königreich, das zwischen den Flüssen Wye und Usk lag. Es existierte vom Ende der Römischen Besatzung Britanniens zu Beginn des 5. Jahrhunderts bis zur Normannischen Eroberung Englands im 11. Jahrhundert. Ebenso wie sein Nachbarreich Glywysing stand es offenbar zum großen Teil in kultureller Kontinuität zum vorrömischen Stamm der Silurer und hatte bis zur Eroberung durch Gruffydd ap Llywelyn eine vom übrigen Wales unabhängige Gerichtsbarkeit sowie eine eigene Diözese. Obwohl es nach dessen Tod im Jahre 1063 seine Unabhängigkeit noch einmal kurzzeitig zurückerhielt, war Gwent das erste der walisischen Königreiche, das nach der Normannischen Eroberung Englands überrannt wurde.

## Entstehung
Das Gebiet wurde bereits im prähistorischer Zeit besiedelt, wie Funde aus dem Mesolithikum bei Goldcliff (an der Mündung des Severn nahe Newport) zeigen. Darüber hinaus gibt es Anzeichen wachsender Aktivität während der Bronze- und der Eisenzeit.
Gwent entstand, nachdem die Römer Britannien verlassen hatten, stützte sich als Nachfolgestaat auf die Kultur der vorrömischen Silurer und beanspruchte letztendlich einen großen Teil ihrer eisenzeitlichen Gebiete. Der Name Gwent entwickelte sich aus dem Namen des civitas-Hauptortes Venta Silurum, was wahrscheinlich „Versammlungs-“ oder „Marktplatz der Silurer“ bedeutet. In der nachrömischen Zeit wurde das Gebiet um Venta zum Königreich Guenta, später Gwent, wobei sich der Name unter Berücksichtigung der Lautverschiebung der brythonischen Sprachen von v zu gu direkt von der Stadt herleitet. Die Stadt selbst wurde zu Caerwent, „Fort Venta“. Im Gegensatz zu den anderen walisischen Gebieten erhielten die Einwohner von Caervent und Caerleon während der ganzen Zeit die schützenden römischen Stadtmauern.

## Das frühe Gwent
Gemeinhin wird angenommen, dass sich das Königreich über die Fläche zwischen den Flüssen Usk, Wye und der Mündungsbucht des Severn erstreckte. Im Norden grenzte das Gebiet an die frühmittelalterlichen Reiche Ewyas und Ergyng (später bekannt als „Archenfield“). Einer altwalisischen Genealogie nach soll Caradawg Freichfras der Gründer des Königreichs gewesen sein. Das anfängliche Zentrum des Königreichs lag vielleicht in Caerwent, dem ehemaligen römischen Verwaltungszentrum, oder auch im früheren römischen Legionslager Isca Silurum. Ab dem 5. Jahrhundert wurde das Gebiet durch walisische Heilige, wie Dubricius, Tatheus und Cadoc christianisiert. Der Überlieferung nach verlegte Caradawg seinen königlichen Hof im 6. Jahrhundert von Caerwent nach Portskewett (am Ufer des Servern in der Nähe des heutigen Sudbrook). Nach anderen Darstellungen wurde Gwent durch den halbmythischen König Erb gegründet, einem Enkel Caradawgs, der Ergyng östlich der Black Mountains regierte und die Kontrolle über ein größeres Gebiet im Süden erlangte.
Ein späterer Herrscher war der christliche König Tewdrig ap Teithfallt, der bei der Abwehr einer heidnischen sächsischen Invasion tödlich verwundet wurde. Sein Sohn Meurig ap Tewdrig soll Gwent durch Heirat mit dem im Westen liegenden Glywysing vereinigt haben. Es wurde vermutet, dass Meurigs Sohn Athrwys (manchmal falsch als „Arthwys“ bezeichnet) das Vorbild für König Artus gewesen sein soll, was aber durchaus bezweifelt wird.
Im 8. Jahrhundert bildeten Gwent und Glywysing anscheinend zeitweise ein zusammenhängendes Königreich. Gwent hatte sich möglicherweise auf die Ostseite des River Wye in ein Gebiet ausgedehnt, dass als Cantref Coch bekannt war und später zum Forest of Dean wurde. Später wurde der Wye als östliche Grenze festgelegt, das erste Mal wahrscheinlich durch Offa von Mercien Ende des 8. Jahrhunderts und mit Gewissheit durch Æthelstan von England im Jahre 927. Das Gebiet westlich des River Usk, Gwynllŵg, war einen Teil von Glywysing.

## Morgannŵg
931 war Morgan ab Owain von Gwent, später bekannt als Morgan Hen (Morgan der Alte), einer jener walisischen Herrscher, die sich Æthelstans Oberhoheit unterwarfen und ihm an seinem Hof in Hereford huldigten. Trotzdem blieb Gwent ein eigenständiges walisisches Königreich. Um das Jahr 942 wurden Gwent und Glywysing von Morgan Hen unter dem Namen Morgannŵg erneut für einige Zeit vereinigt, brachen aber nach seinem Tod wieder auseinander. 1034 fiel König Knut der Große in Gwent ein.

## Untergang
Gwents Existenz als eigenständiges Königreich endete erneut für einige Zeit, als Gruffydd ap Llywelyn 1055 die Kontrolle darüber und über Morgannŵg erlangte und dadurch seine Herrschaft über ganz Wales ausdehnen konnte. Caradog ap Gruffydd stellte jedoch nach Gruffydds Tod im Jahre 1063 Gwent als ein unabhängiges Königreich wieder her. 1065 wurde das Gebiet von Graf Harald Godwinson überfallen, der versuchte, eine Basis in Portskewett einzurichten, aber sie wurde von Caradog geschleift, und Harald – inzwischen der gekrönte König von England – starb im folgenden Jahr in der Schlacht von Hastings.
Als sich die Normannische Invasion Britanniens 1067 westwärts ausdehnte, verschob sich Caradogs Machtbereich nach Deheubarth im Westen. Er starb im Jahre 1081. Zu jener Zeit befand sich Gwent schon fest unter normannischer Kontrolle. Der Konflikt mit den Walisern flammte jedoch von Zeit zu Zeit immer wieder auf. Noch 1217 musste William Marshal, der normannische Lord von Striguil, Truppen entsenden, um Caerleon Castle von den Walisern zurückzuerobern.
Die Normannen teilten das Gebiet zusammen mit jenen Gebieten, die sie jenseits des Flusses Usk beherrschten, in die Marcher Lordships („herrschaftlichen Marken“) Abergavenny, Caerleon, Monmouth, Striguil (Chepstow) and Usk auf. Sie errichteten beständige Steinfestungen, die oftmals aus dem Netzwerk der früheren motte-and-bailey-Festungen hervorgingen. Die Dichte der Festungen dieses Typs und Alters ist mit die höchste in Britannien und mit Sicherheit die höchste im Rest der Welsh Marches mit mindestens 25 heute noch erhaltenen Festungsanlagen in Monmouthshire.

## Das Erbe
Obwohl das Königreich 1091 erlosch, blieb der Name Gwent bei den Walisern jener Zeit und in späteren Jahrhunderten als Bezeichnung für dieses Gebiet in Gebrauch. Traditionell wurde Gwent durch die Forest Hills von Wentwood in Gwent Uwch-coed („über dem Wald“) und Gwent Is-coed („unter dem Wald“) geteilt. Diese Begriffe wurden ins Englische als Overwent und Netherwent übertragen, die ganze Gegend nennt man manchmal auch Wentland oder Gwentland.
Die Marcher Lordships waren ungefähr für die nächsten 450 Jahre die grundlegenden administrativen Einheiten, bis Heinrich VIII. 1535 die Laws in Wales Acts verabschiedete. Die Gesetze beseitigten die Marcher Lordships, begründeten die Grafschaft Monmouthshire und vereinigten die Lordships östlich des Usk mit Newport (Gwynllŵg or Wentloog) und Caerleon im Westen.
Im 19. und 20. Jahrhundert begannen Schriftsteller damit, den Namen „Gwent“ als romantische literarische Bezeichnung für Monmouthshire zu benutzen. In den regionalen Verwaltungs-Reorganisationen der Jahre 1974/75 wurden verschiedene neue Verwaltungsgebiete nach mittelalterlichen Königreichen benannt: Gwent, Dyfed, Powys, and Gwynedd. Gwent als regionale Verwaltungseinheit hörte 1996 wieder auf zu existieren, als es durch die vereinheitlichten regionalen Verwaltungsbezirke Newport, Blaenau Gwent County Borough, Torfaen, Caerphilly County Borough (das Teile von Mid Glamorgan enthält), und Monmouthshire ersetzt wurde. Der Name blieb erhalten als eines der Preserved Countys of Wales, das für verschiedene zeremonielle Anlässe benötigt wird, und lebt auch in verschiedenen offiziellen Bezeichnungen weiter, z. B. Gwent Police, Royal Gwent Hospital, Coleg Gwent und das Rugby-Team Newport Gwent Dragons.

## Aussprache der walisischen Namen
1. ↑  
Gruffydd ap Llywelyn [ˈɡrɪfɪð ap ɬəˈwɛlɪn]
2. ↑  
Caradawg Freichfras [ka'radaug 'vreixvras]
3. ↑  
Tewdrig ap Teithfallt [ˈtɛudrɪg ap ˈtɛiθvaɬt]
4. ↑  
Morgannŵg [mɔrˈɡanʊɡ]